# Shane Gallagher
Shane Gallagher (* 12. Mai 1976) ist ein US-amerikanischer Gitarrist.

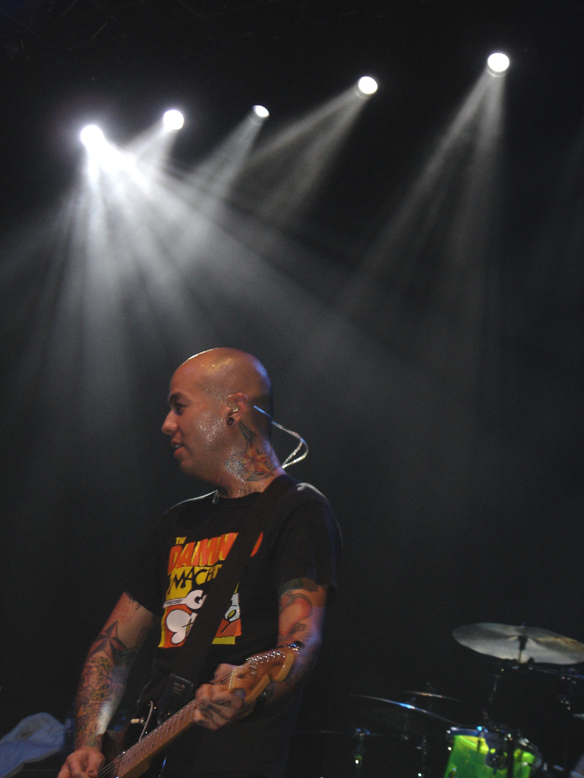
Shane Gallagher

## Karriere als Gitarrist
Gallagher spielt seit seinem fünften Lebensjahr Gitarre. Er spielte schon bei Bands wie Mercy Killers oder The Nervous Return. Im Jahr 2006 verließ er die Band The Nervous Return und ging zu +44, wo die Ex-blink-182 Mitglieder Mark Hoppus und Travis Barker einen zweiten Gitarristen und zugleich einen Ersatz für Carol Heller suchten, da diese mehr Zeit mit ihrer Familie verbringen wollte und deshalb ausstieg. +44 hat sich nach der Wiedervereinigung von blink-182 inzwischen wieder aufgelöst.
Shane Gallagher ist strenger Vegetarier.
| Personendaten    | Personendaten               |
| ---------------- | --------------------------- |
| NAME             | Gallagher, Shane            |
| KURZBESCHREIBUNG | US-amerikanischer Gitarrist |
| GEBURTSDATUM     | 12. Mai 1976                |